# Izba Reprezentantów (Belgia)
Izba Reprezentantów (niderl. Kamer van Volksvertegenwoordigers, fr. la Chambre des Représentants, niem. Abgeordnetenkammer) – izba niższa parlamentu federalnego Belgii. Składa się ze 150 członków wybieranych na czteroletnią kadencję.
Członkowie Izby wybierani są z zastosowaniem ordynacji proporcjonalnej w 11 wielomandatowych okręgach wyborczych, których granice odpowiadają belgijskim prowincjom (wyjątkiem jest prowincja Brabancja Flamandzka, której część znajdująca się w bezpośrednim sąsiedztwie Brukseli tworzy jeden okręg wyborczy z regionem stołecznym). Przy przeliczaniu głosów na mandaty stosuje się metodę d'Hondta. W ośmiu okręgach obowiązuje próg wyborczy na poziomie 5%, przy czym dotyczy on wyniku uzyskanego w danym okręgu, a nie w skali całego kraju. Decyzją sądu konstytucyjnego, próg nie ma zastosowania w Brukseli, Brabancji Flamandzkiej oraz Brabancji Walońskiej.
Po uzyskaniu wyboru, członkowie są niezwłocznie przypisywani do jednej ze wspólnot językowych (francuskiej lub niderlandzkiej). Deputowani wybrani w okręgach położonych na terenie Walonii trafiają obligatoryjnie do grupy francuskojęzycznej, zaś ich koledzy pochodzących z okręgów we Flandrii są przypisy do wspólnoty niderlandzkojęzycznej. Członkowie reprezentujący stołeczny okręg wyborczy mogą wybrać swoją grupę – decyduje tutaj język, w którym złożą ślubowanie poselskie. Procedura parlamentarna wymaga, aby projekty ustaw dotyczących niektórych kwestii (tzw. prawa wspólnotowe) uzyskały poparcie większości w obu grupach językowych. Zasada ta dotyczy jednak stosunkowo niewielkiej części projektów.
Poniższa tabela pokazuje bieżący (2014) podział miejsc między grupami językowymi i okręgach wyborczych.
| Wspólnota niderlandzkojęzyczna | Wspólnota niderlandzkojęzyczna | Wspólnota francuskojęzyczna  | Wspólnota francuskojęzyczna |
| Okręg wyborczy                 | Mandaty                        | Okręg wyborczy               | Mandaty                     |
| ------------------------------ | ------------------------------ | ---------------------------- | --------------------------- |
| Bruksela                       | 0/15                           | Bruksela                     | 15/15                       |
| Antwerpia                      | 24                             | Hainaut                      | 18                          |
| Flandria Wschodnia             | 20                             | Liège                        | 15                          |
| Prowincja Brabancja Flamandzka | 15                             | Luksemburg                   | 4                           |
| Limburg                        | 12                             | Namur                        | 6                           |
| Flandria Zachodnia             | 16                             | Prowincja Brabancja Walońska | 5                           |
| Łącznie                        | 87                             | Łącznie                      | 63                          |

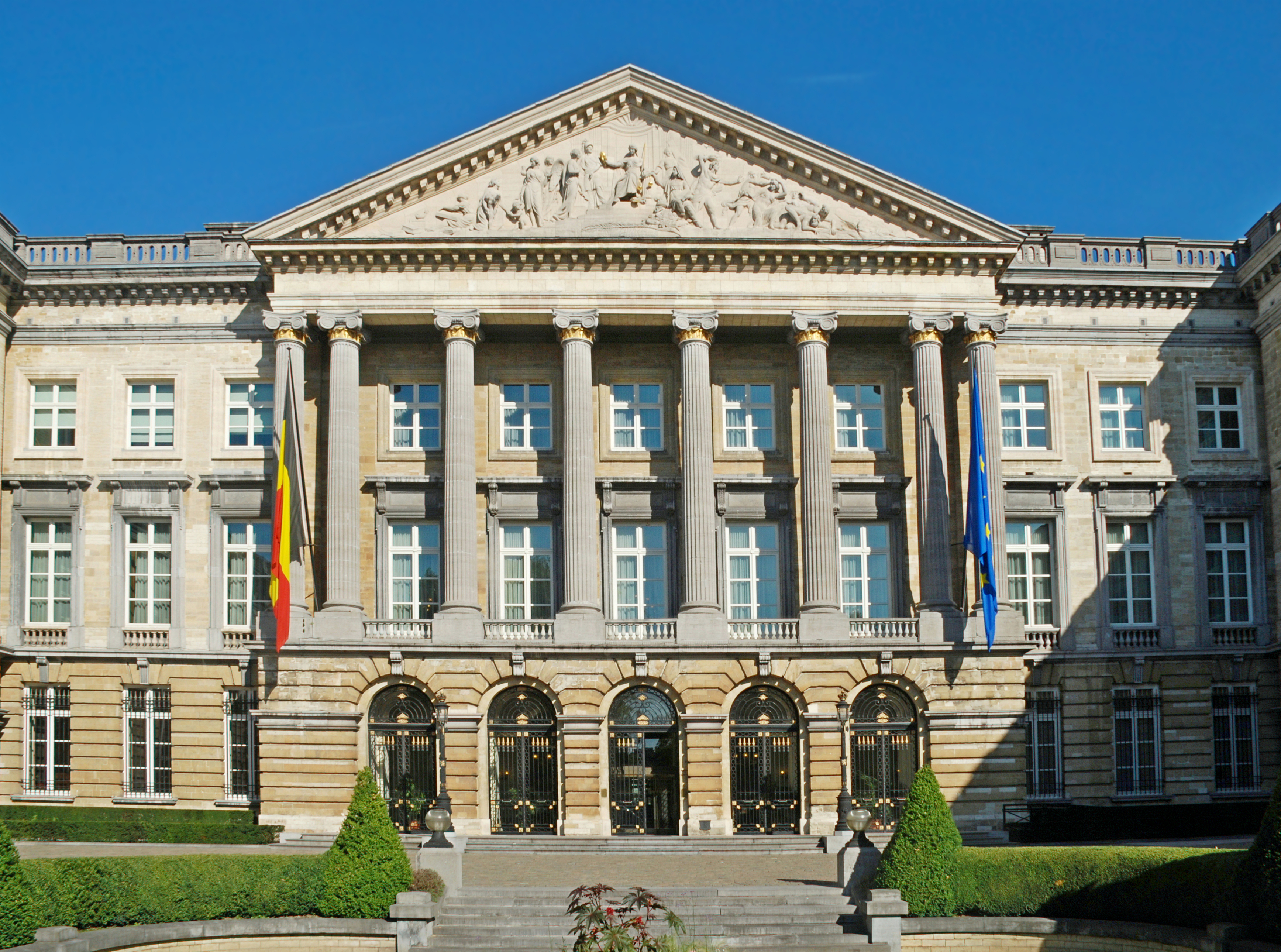
Pałac Narodu w Brukseli, dom do obu izb parlamentu federalnego Belgii

Czynne prawo wyborcze przysługuje obywatelom belgijskim posiadającym pełnię praw publicznych, w wieku co najmniej 18 lat. Kandydaci muszą mieć co najmniej 21 lat i dodatkowo zamieszkiwać na terytorium Belgii. Głosowanie jest obowiązkowe, zaś nieusprawiedliwiona absencja wyborcza podlega karze, którą może być grzywna lub nawet skreślenie z rejestru wyborców.